# 杰列维扬金河
杰列维扬金河（俄语：Река Деревянкин）是滨海边疆区丘古耶夫卡区的河流，长11公里，在距河口3公里处注入茹拉夫廖夫卡河。流域内多森林。中游有一座桥。

## 引用
1. ↑  А·П·穆拉诺夫. . 列宁格勒: 气象出版社. 1966 （俄语）.
2. ↑  . 列宁格勒: 气象出版社 （俄语）.
3. ↑  Т·А·基谢尔科瓦娅. . 列宁格勒: 气象出版社. 1977 （俄语）.